# Новосеславинский сельсовет
Новосеславинский сельсовет — сельское поселение в Первомайском районе Тамбовской области.
Административный центр — село Новосеславино.

## Население
| 2010  | 2012  | 2013  | 2014  | 2015  | 2016  | 2017  |
| ----- | ----- | ----- | ----- | ----- | ----- | ----- |
| 1351  | ↘1312 | ↘1255 | ↘1220 | ↘1176 | ↘1126 | ↘1116 |
| 2018  | 2019  | 2020  | 2021  |       |       |       |
| ↘1089 | ↘1056 | ↘1044 | ↗1068 |       |       |       |

## Состав сельского поселения
| № | Населённый пункт     | Тип населённого пункта       | Население |
| - | -------------------- | ---------------------------- | --------- |
| 1 | Анненка              | деревня                      | 1         |
| 2 | Зарядная Дубрава     | посёлок                      | 0         |
| 3 | Михайловка           | посёлок                      | 45        |
| 4 | Никольское           | село                         | 455       |
| 5 | Новосеславино        | село, административный центр | ↘803      |
| 6 | Полевой              | посёлок                      | 47        |
| 7 | Хоботец-Васильевский | посёлок                      | 0         |

### Упразднённые населённые пункты
Посёлок Иловайский.